# Josef Somr
Josef Somr (Vracov, 14 de abril de 1934 - Nová Ves pod Pleší, 16 de octubre de 2022) fue un actor checo de cine, teatro y televisión.

## Carrera artística
Interpretó el papel del libidinoso despachador de trenes Hubička en la película ganadora del Oscar de 1966 de Jiří Menzel , Trenes rigurosamente vigilados . También protagonizó la película Poslední propadne peklu bajo la dirección de Ludvík Ráža en 1982. En 2014, Somr recibió un premio a la trayectoria en los Premios Thalia por su trabajo teatral.

## Filmografía seleccionada
- Trenes rigurosamente vigilados(1966)
- Valle de las abejas (1967)
- La broma (1969)
- Ceremonias fúnebres (1969)
- Fruto del paraíso (1970)
- Což takhle dát si špenát (1977)
- Esos maravillosos chiflados de películas (1978)
- Poslední propadne peklu (1982)
- Cómo el mundo está perdiendo poetas (1982)
- Fešák Hubert (1984)
- Jak básníci neztrácejí naději (2004)
- Estoy bien (2008)